# Mucchio d'ossa (miniserie televisiva)
Mucchio d'ossa (Bag of Bones) è una miniserie televisiva statunitense del 2011, tratta dal romanzo Mucchio d'ossa (Bag of Bones) di Stephen King, vincitore del Premio Bram Stoker al miglior romanzo nel 1998.
Diretta da Mick Garris, regista specializzato nella trasposizione, soprattutto televisiva, delle opere di King (è la sesta volta da I sonnambuli, 1992), è stata trasmessa dall'emittente via cavo A&E Network l'11 e 12 dicembre 2011. In Italia è andata in onda il 9 agosto 2013 su Rete 4 alle ore 21:10.
Del cast fanno parte Pierce Brosnan, Melissa George, Annabeth Gish e, in una piccola parte iniziale, Jason Priestley.

## Trama
Lo scrittore Mike Noonan ha appena pubblicato il suo ultimo libro quando la moglie Jo viene investita, morendogli tra le braccia. Sconvolto, apprende anche che la moglie era incinta e - come confida al fratello Sid - pensa di non essere lui il padre. Inizia quindi a bere e a passare le giornate in un oblio pieno di incubi, in cui la moglie gli appare nell'atto di annegare: non riesce più a scrivere e inizia anche a sognare una misteriosa bambina e la sua casa al Dark Score Lake. Quando il suo agente Marty lo incalza per avere un nuovo libro entro pochi mesi, Mike decide di trasferirsi, con la scusa dello scrivere, nella casa al lago, dove sua moglie, tempo prima, aveva soggiornato per più di un anno.
Giunto sul posto fa conoscenza di alcuni personaggi e soprattutto di Mattie, giovane vedova con figlia a carico: Mattie è invisa all'ex suocero, Max Devore, che intende toglierle la custodia della bambina. Max Devore è un riccone in sedia a rotelle che, come alcuni altri compaesani, nasconde un segreto. Max e Mike vanno subito allo scontro, quando lo scrittore prende le difese di Mattie e Max medita di vendicarsi. Nel frattempo Mike prende alloggio nella casa sul lago, e qui inizia a percepire la presenza della moglie che in qualche modo tenta di comunicare con lui: ben presto però si accorge che le presenze nella casa non si limitano alla moglie.
Un altro spirito infatti abita la casa sul lago: si tratta della cantante jazz Sara Tidwell, scomparsa proprio a Dark Score Lake all'apice della sua carriera insieme alla figlioletta durante la fiera del 1939. Grazie ai numerosi indizi fornitigli via via sia dalla moglie sia dalla cantante, e grazie alle sue ricerche, tra le quali una chiacchierata con uno dei responsabili della terribile sorte della Tidwell e di sua figlia, scorto durante il funerale di Max Devore e scovato poi nella casa di riposo Tanglewood, arriva a ricostruire l'intera vicenda.
L'uomo lo scambia per suo nonno Harold, e dopo un chiarimento durante il quale Noonan scopre che anche sua moglie Jo era stata alla casa di riposo ed aveva parlato con il suo stesso interlocutore, gli racconta tutto l'accaduto.
Max Devore ed altri quattro giovani uomini, tra i quali il nonno di Noonan e l'anziano che sta narrando, si erano recati alla fiera di Dark Score Lake per assistere all'esibizione della famosa cantante Sara Tidwell; su indicazione di Devore si erano poi recati dalla cantante dopo l'esibizione, mentre questa si trovava da sola nel bosco accanto al lago a fumare una sigaretta. Qui l'anziano dice che gli altri componenti del gruppo accompagnarono Devore senza in realtà sapere quali fossero le sue vere intenzioni, o almeno di questo si illusero. Già allora nessuno nutriva alcun dubbio sul fatto che lui fosse l'uomo con un piano, e destinato a diventare uno dei leader di Dark Score Lake, nonché ad arricchirsi. Una volta giunti la situazione degenera rapidamente, con Devore che aggredisce verbalmente e poi fisicamente la Tidwell, coinvolgendo gli altri quando chiede loro di tenerla ferma mentre la stupra. Mentre questo accade la figlia della cantante assiste da dietro un albero poco distante e lancia un urlo, chiamando poi la madre a gran voce; questa, non appena la scorge le grida di fuggire, supplicando poi gli uomini di non farle alcun male. Incitato da Devore, il quale avverte gli altri che non possono lasciare testimoni perché in tal caso la punizione sarebbe grave ed inevitabile, uno dei componenti del gruppo insegue la bambina e dopo averla raggiunta la trascina nel lago per poi annegarla. Sara Tidwell grida allora al cielo il suo dolore, e maledice gli uomini condannando loro ed i loro eredi maschi a fare alle proprie figlie ciò che hanno fatto alla sua, ovvero annegarle. Questo accadrà poi in diverse famiglie, dove i padri annegheranno le figliolette davanti agli sconcertati fratelli, venendo con il tempo citati in relazione alla "Pazzia di Dark Score Lake". Dopo aver assassinato madre e figlia i colpevoli avvolgono i corpi in teli e li seppelliscono poco distante, accanto al sentiero dove poi il protagonista farà jogging, e dove crescerà quel particolare albero dal tronco bianco, simile ad una betulla, con le fattezze di un corpo femminile.

## Dati di ascolto
La prima parte della miniserie è stata vista negli USA da 3,37 milioni di spettatori, mentre la seconda ha segnalato un leggero calo (2,99 milioni).